# Handbuch religionswissenschaftlicher Grundbegriffe
Das Handbuch religionswissenschaftlicher Grundbegriffe (offizielle Abkürzung: HrwG) ist ein fünfbändiges, von 1988 bis 2001 herausgegebenes Nachschlagewerk der Religionswissenschaft.
Es handelt sich hierbei um das erste umfassende, explizit religionswissenschaftliche Lexikon im deutschsprachigen Raum, d. h., es fußt nicht auf einer bestimmten konfessionellen oder religiösen Grundlage – im Gegensatz zu Religion in Geschichte und Gegenwart (RGG) (evangelisches Christentum), dem Lexikon für Theologie und Kirche (LthK) (katholisches Christentum) oder der Theologischen Realenzyklopädie (TRE) (ökumenisch). Das Handbuch enthält eine theoretisch begründete und wissenschaftspraktische Trennung religiöser und religionswissenschaftlicher Begriffe, eine ausführliche Darstellung der Teildisziplinen der Religionswissenschaft und ihrer führenden Vertreter und im systematischen Teil eine vergleichende Wissenschaftsgeschichte.
Herausgegeben wurde das HrwG u. a. von dem Religionshistoriker Hubert Cancik, Burkhard Gladigow und dem Ethnologen Karl-Heinz Kohl. Die einzelnen Beiträge stammen von zahlreichen weiteren Vertretern der Disziplin Religionswissenschaft, wie z. B. der Religionshistorikerin Hildegard Cancik-Lindemaier, dem Religionssoziologen Günter Kehrer oder den Religionswissenschaftlern Hans Gerhard Kippenberg und Hartmut Zinser.

## Gliederung
- Band 1: Systematischer Teil.Alphabetischer Teil: Aberglaube - Antisemitismus. 1988, ISBN 3-17-009553-6, Volltext in der Google-Buchsuche.
- Band 2: Apokalyptik - Geschichte. 1990, ISBN 3-17-009554-4, Volltext in der Google-Buchsuche.
- Band 3: Gesetz - Kult. 1993, ISBN 3-17-009555-2, Volltext in der Google-Buchsuche.
- Band 4: Kultbild - Rolle. 1998, ISBN 3-17-009556-0, Volltext in der Google-Buchsuche.
- Band 5: Säkularisierung - Zwischenwesen. Register. 2001, ISBN 3-17-011304-6, Volltext in der Google-Buchsuche.